# Rodd vid olympiska sommarspelen 1928
Rodd vid olympiska sommarspelen 1928 avgjordes i Amsterdam, Nederländerna.

## Medaljörer
| Event                         | Guld | Silver | Brons |
| Singelsculler Detaljer...     | Henry "Bobby" Pearce (AUS) | Kenneth Myers (USA) | Theodore Collet (GBR) |
| Dubbelsculler Detaljer...     | Paul Costello och Charles McIlvaine (USA) | Joseph Wright Jr. och Jack Guest (CAN) | Leo Losert och Viktor Flessl (AUT)                                                                                                 |
| Tvåa utan styrman Detaljer... | Kurt Moeschter och Bruno Müller (GER) | Terence O'Brien och Robert Nisbet (GBR) | Paul McDowell och John Schmitt (USA)                                                                                               |
| Tvåa med styrman Detaljer...  | Schweiz Hans Schöchlin Karl Schöchlin Hans Bourquin                                                                                           | Frankrike Armand Marcelle Edouard Marcelle Henri Préaux                                                                                          | Belgien Léon Flament François de Coninck Georges Anthony                                                                           |
| Fyra utan styrman Detaljer... | Storbritannien John Lander Michael Warriner Richard Beesly Edward Vaughan Bevan                                                               | USA Charles Karle William Miller George Healis Ernest Bayer                                                                                      | Italien Cesare Rossi Pietro Freschi Umberto Bonadè Paolo Gennari                                                                   |
| Fyra med styrman Detaljer...  | Italien Valerio Perentin Giliante D'Este Nicolò Vittori Giovanni Delise Renato Petronio                                                       | Schweiz Ernst Haas Joseph Meyer Otto Bucher Karl Schwegler Fritz Bösch                                                                           | Polen Franciszek Bronikowski Edmund Jankowski Leon Birkholc Bernard Ormanowski Bolesław Drewek                                     |
| Åtta med styrman Detaljer...  | USA Marvin Stalder John Brinck Francis Frederick William Thompson William Dally James Workman Hubert A. Caldwell Peter Donlon Donald Blessing | Storbritannien Jamie Hamilton Guy Oliver Nickalls John Badcock Donald Gollan Harold Lane Gordon Killick Jack Beresford Harold West Arthur Sulley | Kanada Frederick Hedges Frank Fiddes John Hand Herbert Richardson Jack Murdoch Athol Meech Edgar Norris William Ross John Donnelly |

## Medaljtabell
| Pl. | Nation         | Guld | Silver | Brons | Totalt |
| --- | -------------- | ---- | ------ | ----- | ------ |
| 1   | USA            | 2    | 2      | 1     | 5      |
| 2   | Storbritannien | 1    | 2      | 1     | 4      |
| 3   | Schweiz        | 1    | 1      | 0     | 2      |
| 4   | Italien        | 1    | 0      | 1     | 2      |
| 5   | Australien     | 1    | 0      | 0     | 1      |
| 5   | Tyskland       | 1    | 0      | 0     | 1      |
| 7   | Kanada         | 0    | 1      | 1     | 2      |
| 8   | Frankrike      | 0    | 1      | 0     | 1      |
| 9   | Österrike      | 0    | 0      | 1     | 1      |
| 9   | Belgien        | 0    | 0      | 1     | 1      |
| 9   | Polen          | 0    | 0      | 1     | 1      |

## Deltagande länder
- Österrike (2)
- Argentina (9)
- Australien (1)
- Belgien (21)
- Kanada (11)
- Tjeckoslovakien (1)
- Danmark (10)
- Frankrike (26)
- Tyskland (23)
- Storbritannien (23)
- Ungern (6)
- Italien (26)
- Japan (6)
- Monaco (5)
- Nederländerna (21)
- Polen (14)
- Sydafrika (1)
- Schweiz (13)
- USA (26)